# Poullan-sur-Mer
Poullan-sur-Mer är en kommun i departementet Finistère i regionen Bretagne i västra Frankrike. Kommunen ligger i kantonen Douarnenez som tillhör arrondissementet Quimper. År 2022 hade Poullan-sur-Mer 1 460 invånare.

## Befolkningsutveckling
Antalet invånare i kommunen Poullan-sur-Mer
Referens:INSEE